# Oeste de Filadelfia

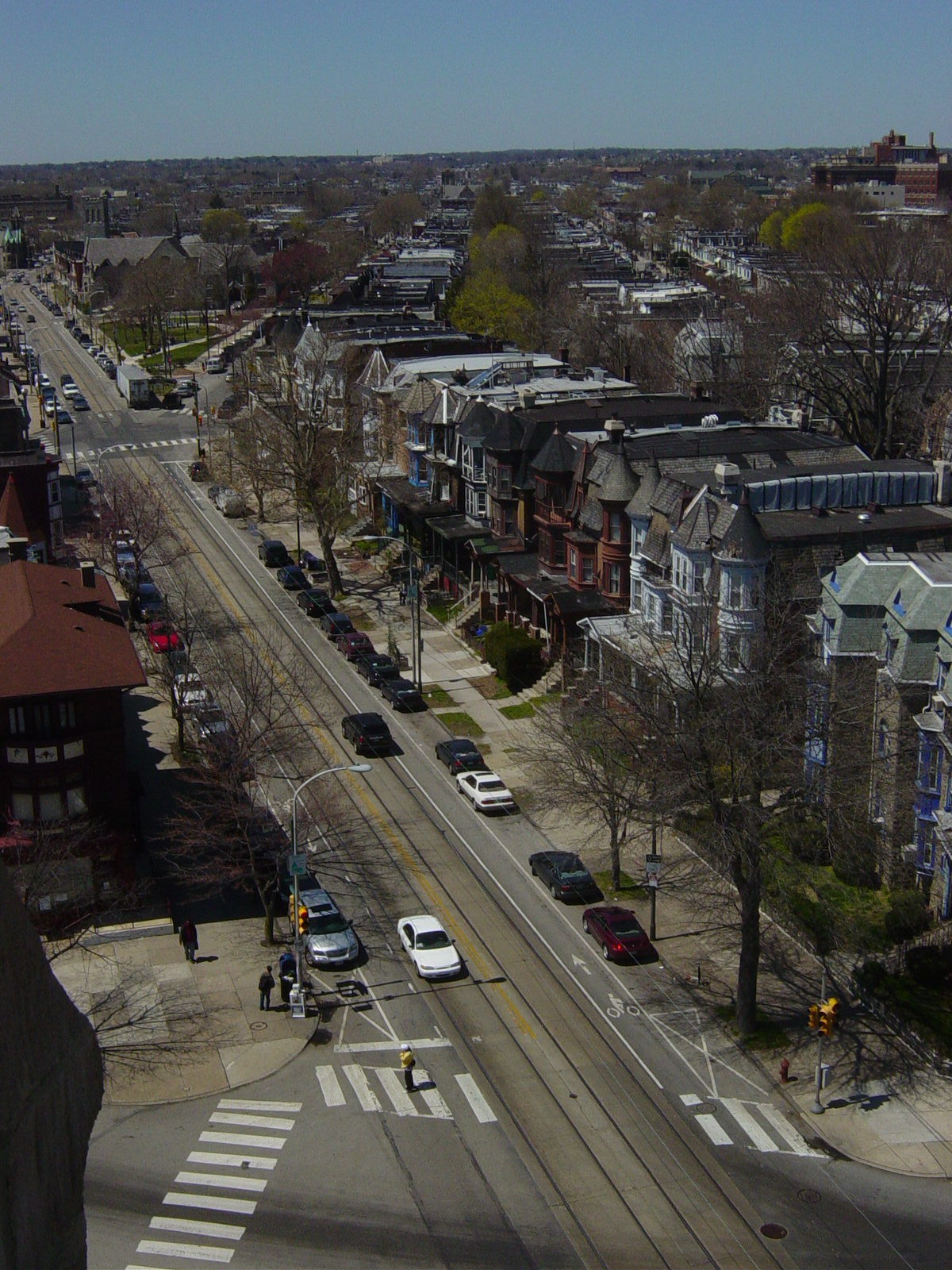
Oeste de Philadelphia, vista hacia el oeste desde la iglesia metodista del cruce entre la Calle 48 y la Avenida Baltimore.

El Oeste de Filadelfia es una sección de la ciudad de Filadelfia, en el estado de Pensilvania, Estados Unidos. Aunque no hay una definición oficial de sus fronteras, se considera generalmente que "Philly Oeste" limita con la costa oeste del Río Schuylkill, con la City Avenue al noroeste, Cobbs Creek al suroeste y la línea del tren metro R3 Media-Elwyn al sur.
Una definición alterna incluye todo el territorio de la ciudad al oeste del Schuylkill; lo que también incluiría el Sudoeste de Filadelfia y sus vecindarios.

## Geografía
La geografía del Oeste de Filadelfia está compuesta de las colinas que suben gradualmente del río Schuylkill hacia Cobbs Creek en el oeste y hacia la meseta de Belmont en el noroeste. A causa de esta elevación progresiva, el contorno de Center City puede ser visto desde casi cualquier punto del Oeste de Filadelfia. A causa de estas vistas majestuosas, la parte oeste del Parque Fairmount es el área escogida más a menudo por fotógrafos y organizadores de acontecimientos cívicos.

## Historia

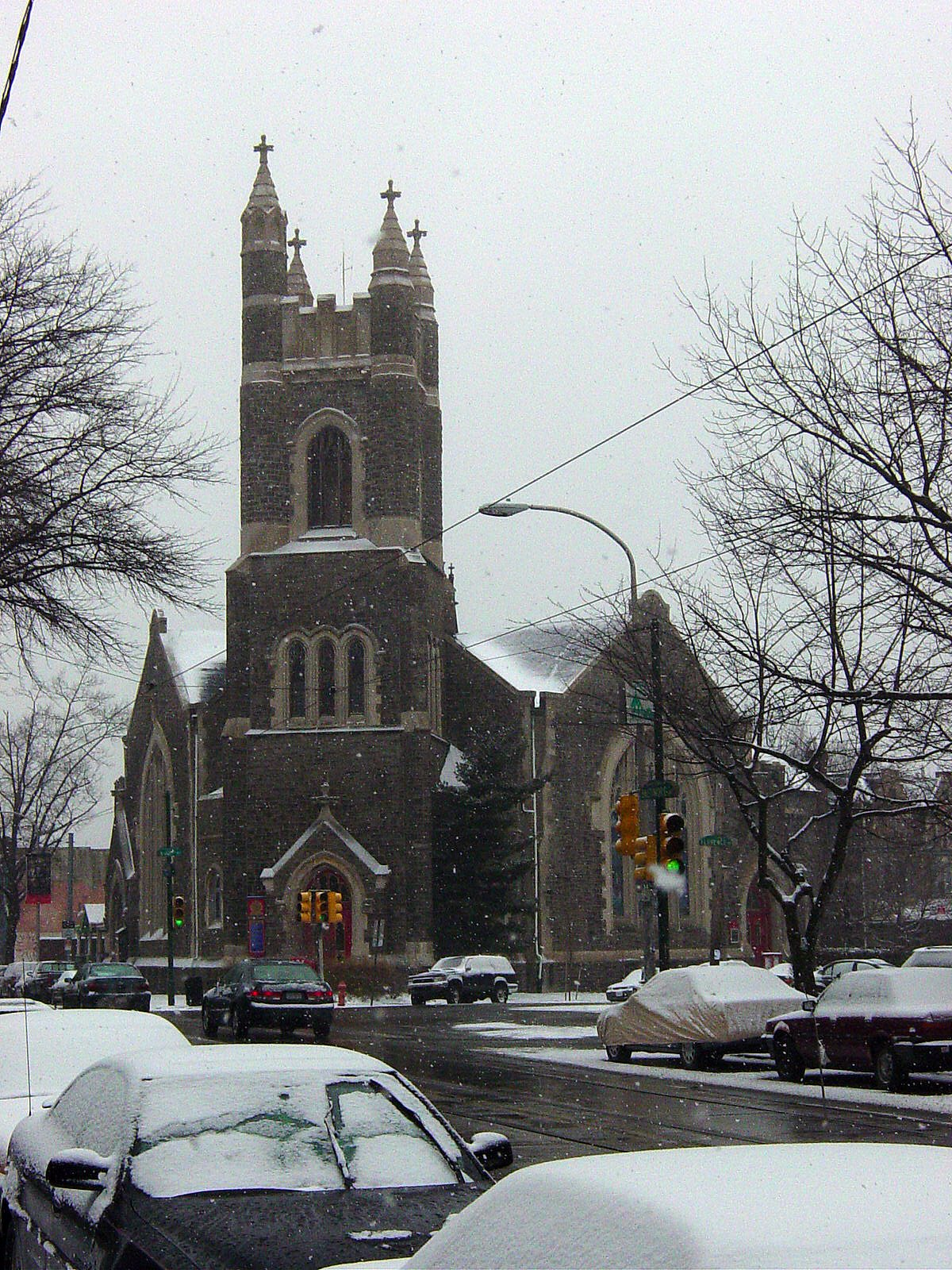
Iglesia Metodista Calvary United, construida en 1905.

La población del Oeste de Filadelfia se expandió a fines de 1800 y principios de 1900, con muchos trabajadores viajando diariamente al Distrito Comercial, unas millas al este. La porción occidental del vecindario fue en su momento hogar de algunas de las propiedades más caras del país, pero en los últimos 50 años han disminuido en prominencia. Esto se debe al alza en los índices de criminalidad, lo que llevó a muchos ciudadanos de clase media y alta a emigrar a los suburbios y otras partes de la ciudad. La arquitectura victoriana permaneció, recordando el pasado del área.
El Oeste de Filadelfia llamó la atención nacional en 1978 y 1985 por violentos enfrentamientos entre la policía y la agrupación afrocéntrica MOVE. En el último enfrentamiento, la policía atacó la sede del grupo, matando a once personas y destruyendo una cuadra entera entre Ossage Avenue y Pine Street. 
En los últimos años, partes del Oeste de Filadelfia han experimentado un proceso denominado "Penntrificación", un término que refleja el rol de la Universidad de Pensilvania en lo que genéricamente se denomina "gentrificación", el desplazamiento social del vecindario en un sentido ascendente; incluyendo una campaña para renombrar parte del área como Univesity City. Muchos jóvenes profesionales y familias se han mudado a ese sector. Hoy, el Oeste de Filadelfia es un área predominantemente afroamericana, con una población de 193.334 personas, de los que aproximadamente el 85% son afroamericanos.
 (enlace roto disponible en Internet Archive; véase el historial, la primera versión y la última).